# 納羅夫利亞
纳罗夫利亚（羅馬化：Naroŭlia，羅馬化：Narovlya）是白俄羅斯戈梅利州納羅夫利亞區内的城市及该区的行政中心。該市位於州府戈梅利西南178公里的普里皮亞季河左岸，距離首都明斯克340公里，海拔高度115米，2005年人口8,329人。